# Cophixalus hinchinbrookensis
Cophixalus hinchinbrookensis é uma espécie de anfíbio anuro da família Microhylidae. Está presente na Austrália. A UICN classificou-a como quase ameaçada.